# ملوك (كليبر)
ملوك هي قرية في مقاطعة كليبر، إيران. عدد سكان هذه القرية هو 116 في سنة 2006.